# 768

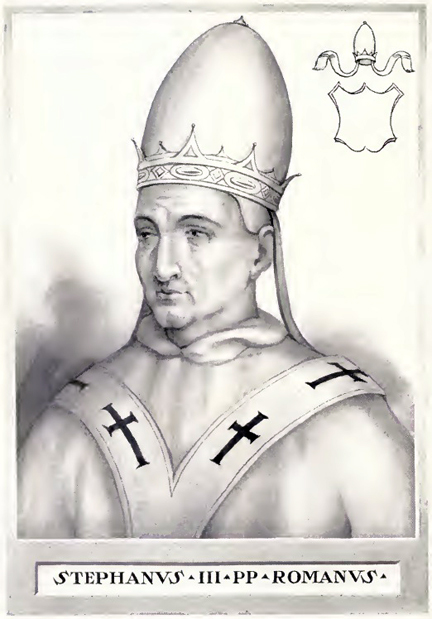
Paus Stephanus III (768-772)

Het jaar 768 is het 68e jaar in de 8e eeuw volgens de christelijke jaartelling.

## Gebeurtenissen

### Europa
- 24 september - Koning Pepijn III ("de Korte") overlijdt in Saint-Denis na een regeerperiode van 17 jaar in Neustrië (huidige Frankrijk).
- 9 oktober - Karel wordt in Noyon tot koning gekroond. Het Frankische Rijk wordt verdeeld onder zijn zoons Karel ("de Grote") en Karloman I. Volgens de Salische Wet krijgt Karel de gebieden langs de westelijke en noordelijke kusten: het westen van Aquitanië, de grootste delen van Neustrië en Austrasië, en Thüringen. Karloman krijgt Bourgondië, Allemannië, de resterende delen van Aquitanië, Neustrië en Austrasië, de Provence, en het indirecte gezag over Beieren.
- Koning Fruela I wordt in Cangas de Onís door een samenzwering vermoord. Hij wordt opgevolgd door zijn neef Aurelius en wordt door de adel gekozen tot troonopvolger van Asturië.
- Waifar, hertog (dux) van Aquitanië, wordt samen met familieleden in het bos van Périgord door Frankische edelen gevangengenomen en geëxecuteerd.

## Religie
- De Longobarden onder bevel van koning Desiderius rukken op naar Rome en zetten tegenpaus Constantinus II af. Hij benoemt de Longobardische Filippus tot nieuwe paus, maar deze trekt zich de volgende dag onder druk van een kerkelijke rechtbank terug. Paus Stephanus III wordt uitgeroepen tot opvolger van Paulus I en geïnstalleerd als de 94e paus van de Katholieke Kerk.
- Lebuïnus, Angelsaksische missionaris, steekt de rivier de IJssel over en sticht vermoedelijk het latere Deventer. Hij bouwt aan de oevers een houten kerkje waar nu de naar hem genoemde Grote of Lebuïnuskerk staat.

## Overleden
- 20 augustus - Eadberht, koning van Northumbria
- Fruela I (46), koning van Asturië
- 24 september - Pepijn de Korte (54), koning van het Frankische Rijk
- Waifar, hertog (dux) van Aquitanië